# Kako se je princeska spet začela čuditi
Kako se je princeska spet začela čuditi (2002) je slikanica za otroke, ki jo je napisala Andreja Vukmir. Prvič je izšla leta 2002 v samozaložbi pisateljice. Celotno zbirko je ilustrirala Andreja Peklar.

## Povzetek vsebine
V zgodbi glavna oseba princeska, raziskuje svet in se nad njim čudi. Po smrti staršev pade v globoko žalost, ki pa jo preženejo sile narave (zemlja, veter, ptiči...). Kasneje v zgodbi sreča princa, ki se enako rad čudi. Ustvarita si družino in srečno živita do konca svojih dni.

## Predstavitev književnih likov
Princeska: Na začetku zgodbe srečna, se rada čudi. Po smrti staršev žalostna in brezvoljna. Ko ugotovi, da ni sama se spet začne čuditi nad vso naravo. Po spoznanju princa si ustvari družino in živi srečno do konca svojega življenja.
Elementi narave: Veter, zemlja, ptice, jezero in ostali pomagajo princeski, da se začne znova čuditi nad svetom. Pomagajo ji tudi pri sprejemanju smrti staršev.

## Analiza
Otroška slikanica govori o čudenju, ki je vsem nam prirojeno. V knjigi je na otroku razumljiv način prikazana smrt najbližjih in kako se spoprijeti z njo. Besede so skrbno izbrane,  zapletena pojma smrt in čudenje pa sta postavljena v otroku razumljiv kontekst.
Pojem čudenje izhaja iz filozofskega sveta. Lahko jo primerjamo z romanom Zofijin svet, ki je bil sprva napisan za otroke. Obe deli želita predstaviti pojem čudenja mlajšim bralcem, ki običajno niso ciljna javnost filozofskih del.

## Vir
Kako se je princeska spet začela čuditi, Kamnik: samozaložba A. Vukmir, 2002 (COBISS)